# 拉傑斯斯泰申 (內華達州)
拉傑斯斯泰申（英語：Lages Station）是位於美國內華達州白松縣的鬼鎮。

## 地理
拉傑斯斯泰申所處的海拔為高於海平面1823米（即5980英呎），而該地所採用的時區為UTC-8，即太平洋时区（PST）。同時該地設有夏令時間，為UTC-8調快一小時，即UTC-7（PDT）。